# Lake Wales
Lake Wales és una població dels Estats Units a l'estat de Florida. Segons el cens del 2007 tenia 12.071 habitants.

## Demografia
Segons el cens del 2000, Lake Wales tenia 10.194 habitants, 4.044 habitatges, i 2.563 famílies. La densitat de població era de 294,8 habitants/km².
Dels 4.044 habitatges en un 29,4% hi vivien nens de menys de 18 anys, en un 40,5% hi vivien parelles casades, en un 18,2% dones solteres, i en un 36,6% no eren unitats familiars. En el 30,5% dels habitatges hi vivien persones soles el 14% de les quals corresponia a persones de 65 anys o més que vivien soles. El nombre mitjà de persones vivint en cada habitatge era de 2,44 i el nombre mitjà de persones que vivien en cada família era de 3,06.
Per edats la població es repartia de la següent manera: un 26,9% tenia menys de 18 anys, un 9% entre 18 i 24, un 24,4% entre 25 i 44, un 19,5% de 45 a 60 i un 20,2% 65 anys o més.
L'edat mediana era de 37 anys. Per cada 100 dones de 18 o més anys hi havia 81,1 homes.
La renda mediana per habitatge era de 26.884 $ i la renda mediana per família de 33.029 $. Els homes tenien una renda mediana de 27.809 $ mentre que les dones 20.568 $. La renda per capita de la població era de 16.106 $. Entorn del 16,9% de les famílies i el 21,4% de la població estaven per davall del llindar de pobresa.

## Poblacions més properes
El següent diagrama mostra les poblacions més properes.